# Mazières-en-Mauges
Mazières-en-Mauges ist eine französische Gemeinde mit 1.257 Einwohnern (Stand: 1. Januar 2022) im Département Maine-et-Loire in der Region Pays de la Loire. Sie gehört zum Arrondissement Cholet und ist Mitglied im Gemeindeverband Cholet Agglomération. Die Einwohner werden Maziérais und Maziéraises genannt.

## Geografie

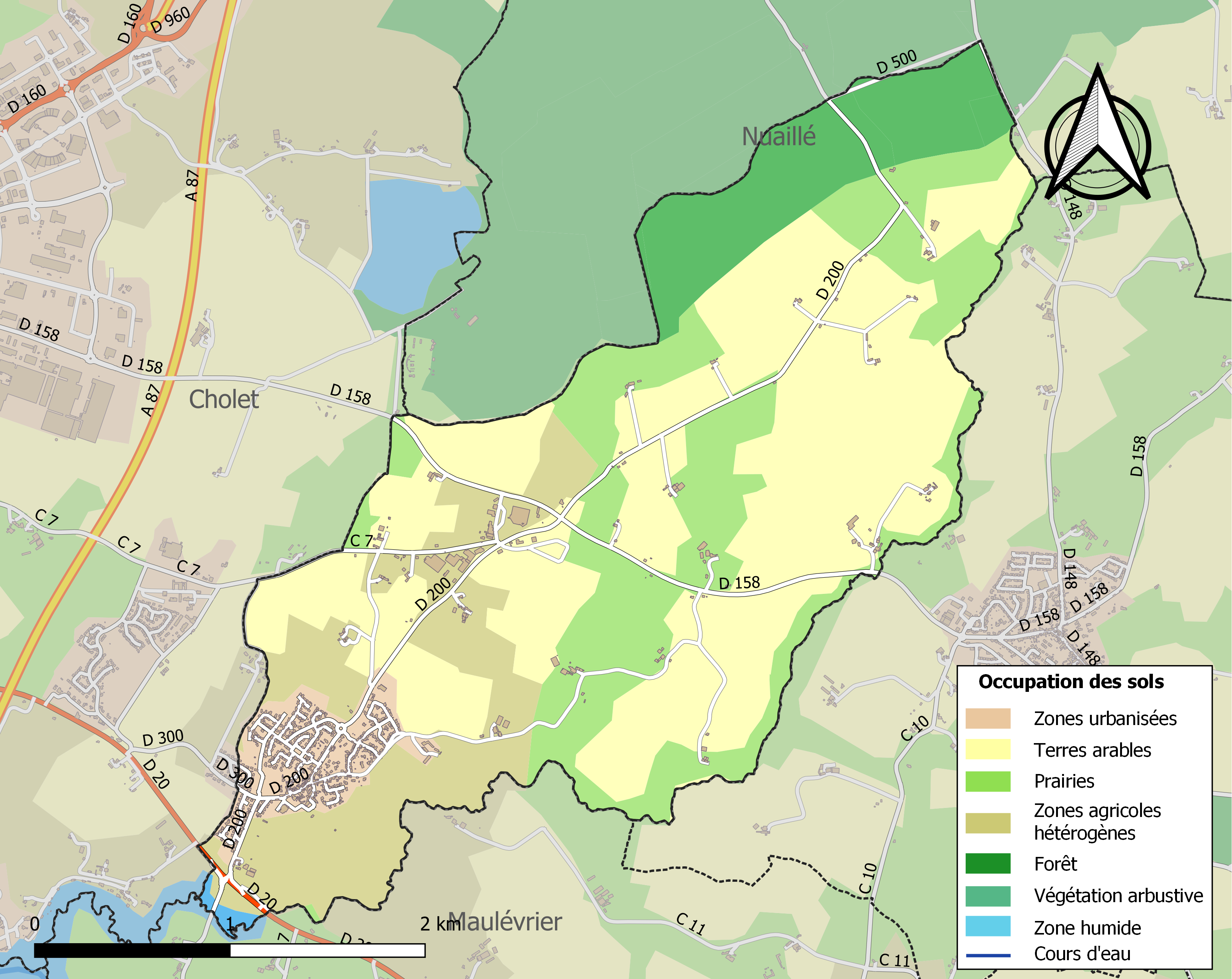
Bodennutzung, Hydrografie und Infrastruktur der Gemeinde (2018)

Mazières-en-Mauges liegt etwa fünf Kilometer ostsüdöstlich von Cholet und etwa 51 Kilometer südsüdwestlich von Angers in der Région naturelle Mauges und, historisch gesehen, im Südwesten der Provinz Anjou. Die Gemeinde befindet sich im Einzugsgebiet der Loire auf etwa 125 m Höhe. Das Flüsschen Trézon begrenzt ihr Gebiet im Süden, bevor es im äußersten Südwesten im Lac du Ribou aufgestaut wird. Außerdem wird die Gemeinde vom Ruisseau de la Fardellerie, der sie im Osten begrenzt, bevor er im Südosten in den Trézon mündet, und verschiedenen kleineren Bächen entwässert.
Teile des Gebiets von Mazières-en-Mauges gehören zur ZNIEFF-Naturzone „Massif forrestier de Nuaille-Chanteloup“ (520004464). 84 % der Fläche der Gemeinde werden landwirtschaftlich genutzt, etwa 10 % sind bewaldet, insbesondere im Norden der Gemeinde, der Anteil an bebauten Flächen beträgt etwa 5 %.
Umgeben wird Mazières-en-Mauges von den Nachbargemeinden Nuaillé im Norden, Toutlemonde im Osten, Maulévrier im Süden sowie Cholet im Westen.

## Bevölkerungsentwicklung
| Mazières-en-Mauges: Einwohnerzahlen von 1793 bis 2020                                                                      | Mazières-en-Mauges: Einwohnerzahlen von 1793 bis 2020 | Mazières-en-Mauges: Einwohnerzahlen von 1793 bis 2020 | Mazières-en-Mauges: Einwohnerzahlen von 1793 bis 2020 | Mazières-en-Mauges: Einwohnerzahlen von 1793 bis 2020 |
| --- | ----------------------------------------------------- | ----------------------------------------------------- | ----------------------------------------------------- | ----------------------------------------------------- |
| Jahr |                                                       |                                                       |                                                       | Einwohner                                             |
| 1793 | 1793                                                  |                                                       | 329                                                   | 329                                                   |
| 1800 | 1800                                                  |                                                       | 240                                                   | 240                                                   |
| 1806 | 1806                                                  |                                                       | 342                                                   | 342                                                   |
| 1821 | 1821                                                  |                                                       | 394                                                   | 394                                                   |
| 1831 | 1831                                                  |                                                       | 458                                                   | 458                                                   |
| 1836 | 1836                                                  |                                                       | 455                                                   | 455                                                   |
| 1841 | 1841                                                  |                                                       | 441                                                   | 441                                                   |
| 1846 | 1846                                                  |                                                       | 444                                                   | 444                                                   |
| 1851 | 1851                                                  |                                                       | 458                                                   | 458                                                   |
| 1856 | 1856                                                  |                                                       | 470                                                   | 470                                                   |
| 1861 | 1861                                                  |                                                       | 494                                                   | 494                                                   |
| 1866 | 1866                                                  |                                                       | 508                                                   | 508                                                   |
| 1872 | 1872                                                  |                                                       | 498                                                   | 498                                                   |
| 1876 | 1876                                                  |                                                       | 483                                                   | 483                                                   |
| 1881 | 1881                                                  |                                                       | 481                                                   | 481                                                   |
| 1886 | 1886                                                  |                                                       | 487                                                   | 487                                                   |
| 1891 | 1891                                                  |                                                       | 477                                                   | 477                                                   |
| 1896 | 1896                                                  |                                                       | 455                                                   | 455                                                   |
| 1901 | 1901                                                  |                                                       | 403                                                   | 403                                                   |
| 1906 | 1906                                                  |                                                       | 402                                                   | 402                                                   |
| 1911 | 1911                                                  |                                                       | 388                                                   | 388                                                   |
| 1921 | 1921                                                  |                                                       | 347                                                   | 347                                                   |
| 1926 | 1926                                                  |                                                       | 350                                                   | 350                                                   |
| 1931 | 1931                                                  |                                                       | 363                                                   | 363                                                   |
| 1936 | 1936                                                  |                                                       | 363                                                   | 363                                                   |
| 1946 | 1946                                                  |                                                       | 374                                                   | 374                                                   |
| 1954 | 1954                                                  |                                                       | 425                                                   | 425                                                   |
| 1962 | 1962                                                  |                                                       | 407                                                   | 407                                                   |
| 1968 | 1968                                                  |                                                       | 405                                                   | 405                                                   |
| 1975 | 1975                                                  |                                                       | 536                                                   | 536                                                   |
| 1982 | 1982                                                  |                                                       | 698                                                   | 698                                                   |
| 1990 | 1990                                                  |                                                       | 836                                                   | 836                                                   |
| 1999 | 1999                                                  |                                                       | 954                                                   | 954                                                   |
| 2006 | 2006                                                  |                                                       | 963                                                   | 963                                                   |
| 2013 | 2013                                                  |                                                       | 1.055                                                 | 1.055                                                 |
| 2020 | 2020                                                  |                                                       | 1.265                                                 | 1.265                                                 |
| Quelle(n): EHESS/Cassini bis 1999, INSEE ab 2006 Anmerkung(en): Ab 1962 offizielle Zahlen ohne Einwohner mit Zweitwohnsitz |                                                       |                                                       |                                                       |                                                       |

## Sehenswürdigkeiten
- Pfarrkirche Saint-Pierre aus dem 20. Jahrhundert
- Kirche Sainte-Radegonde aus dem 20. Jahrhundert
- Kapelle Saint-Joseph im Weiler La Liaudière aus dem 19. Jahrhundert
- Park Demartial
- Herrenhaus, genannt „Le Logis“, aus dem 16. Jahrhundert

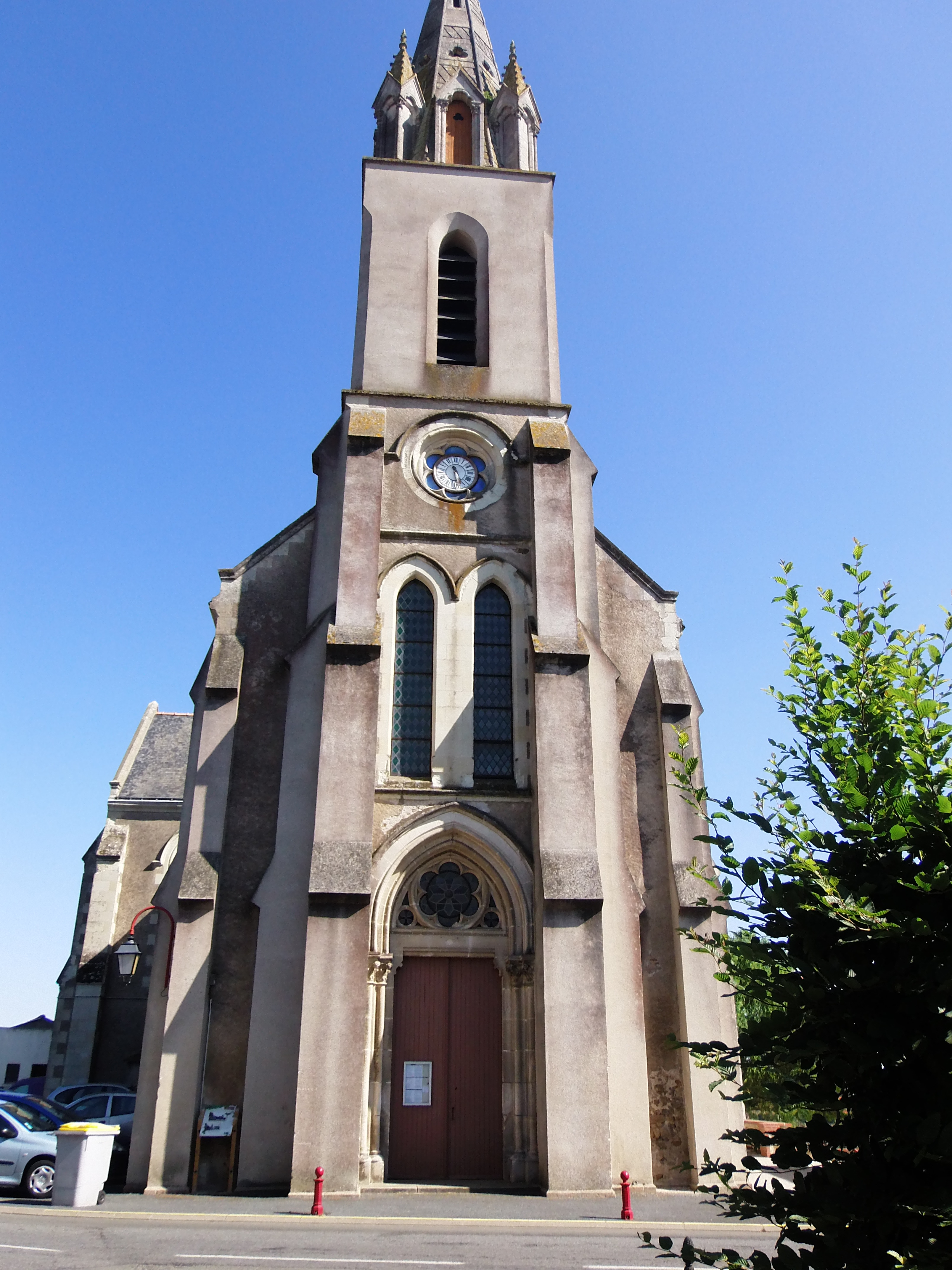
Kirche Saint-Pierre
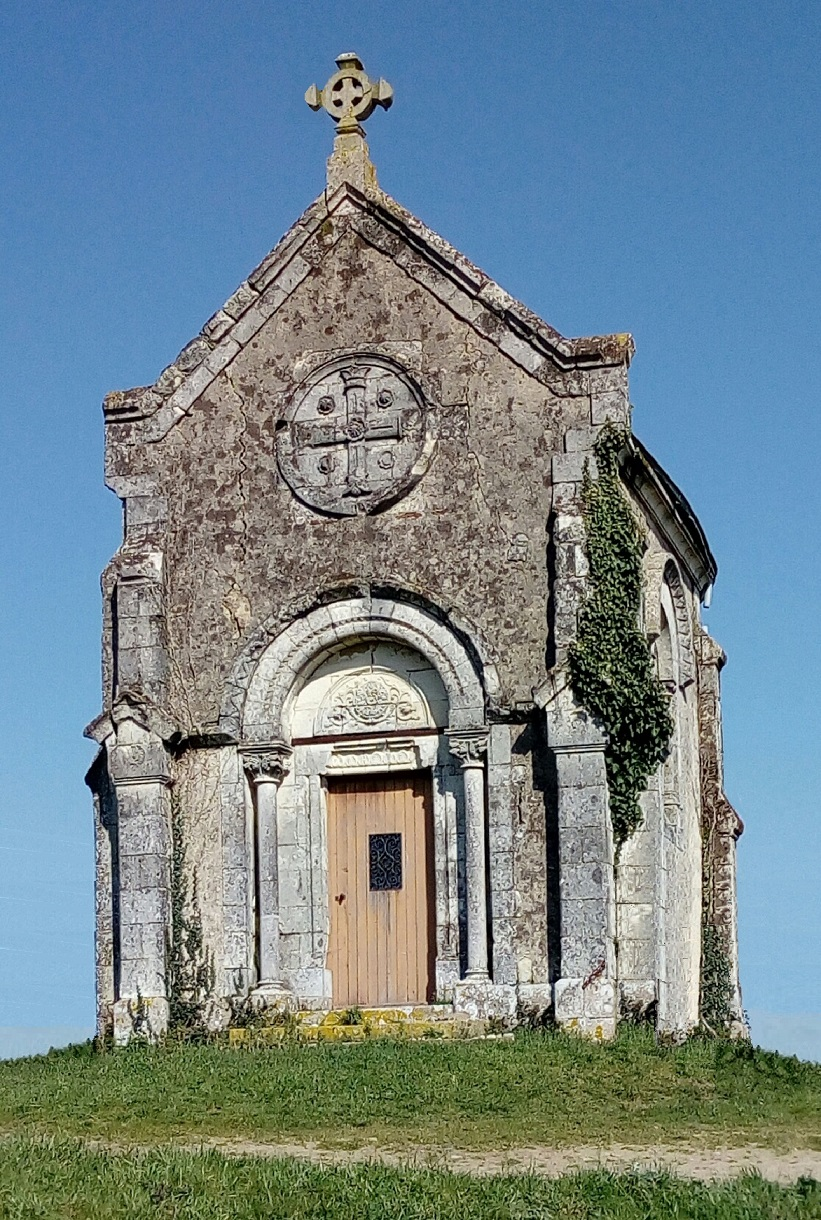
Kapelle Saint-Joseph

## Verkehr
Die Departementsstraße D 20 führt in nordwestlicher Richtung nach Cholet, in südöstlicher Richtung nach Maulévrier. Die Departementsstraße D 200 verbindet die Gemeinde mit Nuaillé im Norden und mit La Tessoualle im Süden. Eine Buslinie der Transportgesellschaft Choletbus des Gemeindeverbands verbindet die Gemeinde mit Cholet und mit La Plaine.